# Patrizio (rivoltoso)
Patrizio (latino: Patricius; ebraico: נטרונא, Natrona; ... – 352) fu uno dei principali capi nella rivolta ebraica contro Costanzo Gallo nella provincia romana della Siria Palestina.

## Biografia
Patrizio, noto nelle fonti di lingua ebraica come Natrona, fu un pretendente messianico e quindi un probabile membro della linea davidica. In seguito all'emanazione di leggi discriminanti contro gli ebrei da parte dell'imperatore Costanzo II, Patrizio, insieme a Isacco di Diocesarea, guidò una rivolta contro il governo di Costanzo Gallo, cognato di Costanzo II e Cesare d'Oriente. Patrizio e Isacco presero il controllo di Sefforis insieme a diverse altre città vicine, tuttavia la rivolta fu repressa dal generale romano Ursicino.
Un midrash suggerisce che Patrizio sia stato ucciso in battaglia intorno al 352.